# Fonvizinskaja (stanice metra v Moskvě)
Fonvizinskaja  (rusky Фонвизинская) je stanice moskevského metra na Ljublinsko-Dmitrovské lince. Nachází se na zatím nejnovějším otevřeném úseku linky Mar'ina Rosča – Petrovsko-Razumovskaja. V blízkosti se nachází stanice moskevského Monorailu Ulica Milašenkova.

## Charakter stanice
Stanice Fonvizinskaja se nachází ve čtvrti Butyrskij rajon (Бутырский район) na ulici Milašenkova (Улица Милашенкова). Disponuje dvěma podzemními vestibuly, které jsou propojeny s průchody do okolních ulic. První vestibul se nachází na křižovatce ulic Milašenkova, Fonvizinskaja, Dobroljubova (Добролюбова) Ogorodnyj projezd (Огородный проезд), druhý na ulici Milašenkova mezi domy č. p. 6 a 7.  V druhé čtvrtině roku 2018 se plánuje načít výstavba pěšího průchodu do čtvrti Marfino (Марфино). 
Nástupiště je s vestibuly propojeno prostřednictvím eskalátorů. Se hloubkou 65 metrů se jedná o druhou nejhlubší stanici v celé síti moskevského metra (po stanici Park Pobědy). Do budoucna se předpokládá, že na sloupech ve stanici budou směrem do centrálního sálu budou umístěny trojrozměrné digitální panely s postavami komedie Denise Ivanoviče Fonvizina Výrostek.